# Emre Altuğ
Niyazi Emre Altuğ (né le 14 avril 1969, Istanbul) est un chanteur turc et un acteur. Il a tenu le premier rôle dans des séries télévisées, téléfilms, films et comédies musicales turcs. Il est également l'un des chanteurs masculins les plus populaires en Turquie.

## Biographie
Emre Altuğ a été élevé dans le quartier de Levent, à Istanbul. Il est le deuxième fils d'un père dentiste et d'une mère femme au foyer. Il est diplômé d'études théâtrales du conservatoire d'état de l'université d'Istanbul. Après ses études il joue dans différentes pièces de théâtre et chante comme choriste pour des artistes établis comme Sezen Aksu, Sertab Erener, Levent Yüksel ou Nilüfer Yumlu, avant que son premier album, Ibreti Alem (Une Leçon pour chacun) ne sorte en 1999.
En 2000 il chante une chanson appelée Bir de bana sor pour Melih Kibar Yadigar disponible sur album. La chanson devient un énorme succès radio. Son deuxième album, Sıcak sort en 2003.
Entretemps, il apparaît dans des films publicitaires, films de télévision et films d'Art et essai, comme Kolay Para. Son troisième album, Dudak Dudağa sort en 2004, suivi de Sensiz Olmuyor un an après. La chanson à laquelle l'album doit son nom devient le thème d'une série télé qui porte également ce titre, et dans laquelle Emre joue le rôle principal. La série a été diffusée sur Show TV.
En juin 2007 il sort l'album Kişiye Özel et en 2011 l'album Zil.

## Discographie
- İbret-i Alem (1998)

1. İbret-i Alem
2. Yasak
3. Yani
4. Asla Dönmem
5. Hasret
6. Şaşkın
7. Nerdesin
8. Yaralı Dilberim
9. Bıraktın Beni
10. Dertlere Derman Olsam

- Sıcak (2003)

1. Gel Gel
2. Gidecek Yerim Mi Var?
3. Fani Dünya (Rüya)
4. Sensiz
5. Dur
6. Yalan
7. Tek Kadın
8. Zalim Zaman
9. Oynama
10. Sıcak

- Dudak Dudağa (2004)

1. Bu Kadar Mı
2. Zalim Kuş
3. Su Gibisin
4. Gözünaydın Yar
5. Beni Mi Buldun?
6. Kal
7. Dudak Dudağa
8. Aşk-ı Kıyamet
9. Ayrılık Majör
10. Türk Filmi
11. Aşk Çiçeğim (Aman)
12. Beni Mi Buldun? (Remix)

- Sensiz Olmuyor (2005)

Les paroles et la musique des deux versions d'İbret-i Alem sont écrites par Emre Altuğ. Les paroles ainsi que la musique de Erkekler De Yanar sont signées Nazan Öncel. Quant à la chanson Bir Damla Gözyaşı, elle est signée Teoman.
1. Ağlayamıyorum
2. Sensiz Olmuyor
3. İbret-i Alem (Acoustic)
4. Erkekler De Yanar (Remix)
5. Sensiz Olmuyor (70's)
6. Erkekler De Yanar
7. İbret-i Alem (80's)
8. Bir Damla Gözyaşı

- Kişiye Özel (2007)

1. Kapış Kapış
2. Kişiye Özel
3. Neyleyim
4. Sevişme Onlarla
5. Hoşgeldin
6. Ortam İnsanı
7. Seni Kaybettim
8. Şans
9. Senin Tenin Senin Kokun
10. Şenlik Tadında

- Zil (2011)

1. Zil
2. Tek Aşkım
3. Adını Söylerdim
4. Bu Son Olsun
5. Ben Daha Büyüyorum
6. Masal Sevdayla Başlar
7. Yalan Dünya
8. Sev Diyemem
9. Hastasıyım
10. Çifte Kavrulmuş

### Emre dans les médias
- (tr) Fiche sur Sinematürk
- (tr) entretien avec Emre Altuğ dans Hürriyet

### Sites officiels
- (tr) Site officiel de Gülpare
- (tr) Site officiel de Sensiz Olmuyor
- (tr) Site officiel de Tatli Hayat
- (tr) Eve giden yol - Site de sa société de production
- (tr) Hasret Official website